# Commelina reptans
Commelina reptans är en himmelsblomsväxtart som beskrevs av John Patrick Micklethwait Brenan. Commelina reptans ingår i släktet himmelsblommor, och familjen himmelsblomsväxter. Inga underarter finns listade.